# 私本太平記
『私本太平記』（しほんたいへいき）は、吉川英治晩年の歴史小説。1958年（昭和33年）1月から『毎日新聞』に連載された。『新・平家物語』に続く大作の長編小説である。初版単行本は毎日新聞社から刊行された。現行は吉川英治歴史時代文庫（全8巻の講談社文庫版）の他、インターネットサイト青空文庫では無料で読める（外部リンクを参照）。

## 概要
室町時代に成立し、鎌倉幕府滅亡から南北朝時代を描く軍記物語で、近世以降の文学にも影響を与えた『太平記』が題材である。
明治体制では天皇に背いた大悪人とされた足利尊氏（高氏）、南朝の大忠臣として美化されていた楠木正成など、イデオロギー的に語られ、戦前は一種のタブーであった日本の南北朝時代を、尊氏を主役に新たな解釈を加えて描く。楠木正成も温厚な苦悩の人として描かれ、戦前の忠臣のイメージを一新している。また、ヒロインに藤夜叉を登場させ、乱世に生きた女性の悲劇を背負わせている。
1957年（昭和32年）に久保文雄により観阿弥関係資料として紹介された「観世系図」によって、猿楽能で知られる観阿弥が伊賀の服部一族の出自であること、楠木氏と服部一族が姻戚関係にあること、観阿弥と楠木正成とが血縁にあたる可能性のあることが指摘される。吉川英治は久保を通じてこの説を知り、作中ではこれに基づいて創作が行われている。
尊氏の若き日から鎌倉幕府の倒壊、建武の新政から南北朝の分立を経て湊川の戦いがクライマックスとなる。尊氏・直義兄弟の確執などを描く終章はやや急ぎ足の展開となるが、これは最晩年の病床で執筆したためであり、完結した翌年、吉川は死去している。

## テレビドラマ
1991年（平成3年）放送のNHK大河ドラマ『太平記』の原作となった。ただし『太平記』はオリジナルストーリーでドラマ化されており、『私本太平記』の内容とは大きく異なっている。

## 漫画
2006年から2008年までリイド社の月刊漫画誌『コミック乱ツインズ』で、岡村賢二作画『私本 太平記』が連載され、単行本全4巻が出版された。